# Зелена Дубрава (Родинський район)
Зелена Дубра́ва (рос. Зелёная Дубрава) — селище у складі Родинського району Алтайського краю, Росія. Входить до складу Каяушенської сільської ради.

## Населення
Населення — 283 особи (2010; 497 у 2002).
Національний склад (станом на 2002 рік):
- росіяни — 82 %